# Oligoryzomys delticola
Oligoryzomys delticola is een zoogdier uit de familie van de Cricetidae. De wetenschappelijke naam van de soort werd voor het eerst geldig gepubliceerd door Thomas in 1917.

## Voorkomen
De soort komt voor in Brazilië, Uruguay en Argentinië.